# Danaa (Tizian, serija)
Beneški slikar Tizian in njegova delavnica sta izdelala vsaj šest različic iste kompozicije, ki prikazuje Danajo (ali Danajo in zlati dež), naslikano med približno letoma 1544 in 1560. Prizor temelji na mitološki princesi Danai, kot jo je – zelo na kratko – pripovedoval rimski pesnik Ovid, obširneje pa Boccaccio. Bila je izolirana v bronastem stolpu po prerokbi, da bo njen prvorojenec sčasoma ubil njenega očeta. Čeprav se je zavedala posledic, je Danao zapeljal Zevs (v rimski mitologiji Jupiter) in je zanosila, ko se je, vnet od poželenja, spustil z Olimpa, da bi jo zapeljal v obliki zlatega dežja.
Čeprav je kompozicija, zlasti glavna figura, v bistvu enaka, se šest ali več različic precej razlikuje. Večje ohranjene različice so v Neaplju, Londonu, Madridu, na Dunaju, v Chicagu in Sankt Peterburgu. Pohotna figura Danae z napol razširjenimi nogami se skoraj ne spreminja in je bila verjetno izrisana iz studijske risbe ali različice. Njena postelja in zavese so še ena stalnica. Drugi elementi se precej razlikujejo; prva različica, ki je zdaj v Neaplju, je bila naslikana med letoma 1544–46 in je edina s figuro Kupida na desni, namesto starke, ki lovi prho zlata. Ob vsakem primeru je drugačna figura, čeprav poza v Ermitažu sledi različici v Pradu. Majhnega psa, ki počiva ob Danai, v različicah Prado in Chicago ni.
Dela so vplivala na kompozicije številnih umetnikov, vključno z Rembrandtom, Anthonisom van Dyckom in Gustavom Klimtom, ki so vsi naslikali različice prizora. Giorgio Vasari pripoveduje o obisku z Michelangelom v Tizianovi delavnici, kjer sta videla izvirnik v nastajanju. Michelangelo je hvalil Tizianovo uporabo barv v madridski sliki, čeprav je bil pozneje zasebno kritičen do Tizianove risbe.

## Legenda o Danai
Glede na grško mitologijo, kot bi bila znana Tizianu iz Ovidovih Metamorfoz, Boccacciove Genealogia Deorum Gentilium (O genealogiji bogov poganov) in verjetno Terencija,  ko se je njen oče Akrizij posvetoval z orakljem o tem, kako bo dobil moške otroke, mu je bilo rečeno, da bo njegova hči rodila sina, ki bi ga ubil. Akrizij je nato zaklenil in stražil svojo hčer Danao v podzemni ječi ali alternativno v stolpni sobi brez oken – podrobnosti, ki jo Tizian v večini različic prezre, kar daje pogled vsaj v nebo na desni strani slike. Danaa, ki se je zavedala posledic, se je pustila zapeljati in oploditi Zevsu, ki je prebil obrambo tako, da se je pojavil v obliki zlatega dežja, ki je bil že v starih časih predviden kot dež zlatih kovancev in mit, vzet kot metafora za prostitucijo, čeprav so bile vzporednice s konvencionalnimi upodobitvami Oznanjenja tudi del renesančne zavesti.
Ko je Akrizij izvedel za Danainega sina Perzeja, ni hotel verjeti Zevsovi vlogi in je mamo z otrokom vrgel v skrinjo, ki je plavala na morju. Pristala sta v Serifu, kjer je Perzeja vzgojil Diktis. Perzej je sčasoma izpolnil prerokbo tako, da je leta zatem ubil Akrizija - čeprav po naključju. Danaa je v srednjem veku in renesansi veljala za simbol pokvarjenega učinka bogastva, ki je lahko omadeževal celo žensko lepoto ali moralno krepost.

## Serija
Danaina poza je dosledna v različnih različicah. Je gola ali z zagrnjenim stegnom, leži na kavču z dvignjenimi koleni in napol razprtimi nogami. Slika je razvoj Tizianove kompozicije z ležečim ženskim aktom v beneškem slogu. Po Giorgionejevi smrti leta 1510 je Tizian dokončal njegovo Spečo Venero, ki je začela tradicijo, in okoli leta 1534 naslikal Urbinsko Venero. Kenneth Clark vidi Danao kot Tiziana, ki sprejema konvencije za akt, ki prevladujejo zunaj Benetk; »v preostali Italiji so bila že dolgo v modi telesa povsem drugačne oblike«. Številne različice Venere in glasbenik (od leta 1540 naprej) ohranjajo gladke krivulje beneške konvencije, tukaj debele kot pečat.
Po Clarku je poza »očitno zasnovana na Michelangelovih risbah in je v resnici podobna Noči, obrnjeni in odprti... Na vsaki točki se je Michelangelov grandiozni izum preoblikoval iz utelešenja duhovne slabosti v utelešenje telesnega zadovoljstva«. George Bull kot vira predlaga Primaticcievo sliko subjekta v palači Fontainebleau, ki jo je Tizian verjetno poznal po grafiki, in Correggiovo Danajo (okoli 1531).
Po izvirniku v Neaplju, kjer je Kupid na njeni desni, ga nadomesti starejša služkinja, ki iztegne krpo ali posodo, da ujame zlat dež, ki se razlije od eksplozije barv na nebu, ki predstavlja Zevsa. Ta figura je ohranjena v poznejših različicah (razen za Chicago), čeprav se spreminja v postavi, videzu in dejanju. Omogoča »niz prefinjenih kontrapunktov: mladost proti starosti; lepota proti zvestobi; gola postava proti oblečeni postavi«. Njena nedvomna neprivlačnost, poudarjena v nekaterih različicah, pritegne pozornost v primerjavi z lepoto Danae.  Vsaj v nekaterih različicah se ujema tudi s konvencionalno pojavnostjo v umetnosti »prokuristke« (kot jih radi imenujejo umetnostni zgodovinarji) ali skrbnice javne hiše. Leva stran vsakega platna je notranjost, čeprav včasih prikazuje oddaljeno pokrajino.
Medtem ko serija svobodno opisuje zaželeno meso na odkrito spolen način, Tizian motive kurtizan in mesenega poželenja preoblikuje v bolj visoko sfero klasičnega mita.

## Original, neapeljska različica
Prva različica je bila naslikana v Rimu in Benetkah za kardinala Alessandra Farneseja, čigar dedek je takrat vladal kot papež Pavel III. Papeški nuncij v Benetkah je videl, da nastaja, in septembra 1544 je veselo pisal kardinalu in ga primerjal s prejšnjim Tizianovim aktom, Urbinsko Venero. Opisujejo jo, da je videti kot »teatinska nuna«, kar bi vzbudilo celo kardinala Tommasa Badio. Vsaj »Teatine« se običajno domneva, da pomeni nuno, čeprav se domneva, da je bil izraz tudi izraz zlorabe, ki se nanaša na kakršno koli »ultra-konservativno katoliško« ubijalsko veselje.
Značilnosti Danae, ki so na splošno ohranjene v kasnejših različicah, temeljijo na kardinalovi kurtizani ljubici Angeli; Giulio Clovio je poslal Tizianu podobo iz Rima, da bi jo uporabil kot model. Zdi se verjetno, da je bil prvotno mišljen zgolj kot portret Farnesejeve ljubice, ki je bila zaradi prisotnosti Kupida morda ohlapno identificirana kot Venera. Tridentinski koncil se je začel decembra 1545, in ko se je končeval, je kardinal postal zaskrbljen zaradi odkritega razkazovanja svoje afere; čeprav bi malokdo videl slike v njegovih zasebnih stanovanjih, je beseda nedvomno prišla naokrog. Obraz je bil nekoliko deindividualiziran in bodisi umetnik bodisi mecen je imel idejo, da bi sliko spremenil v eno od Danaë.
To je edina večja različica, kjer Kupid stoji ob Danainih nogah, druge različice imajo ostarelo služabnico. Verjetno, ko je Tizian to predstavil v različici Filipa II., mu je bilo to ljubše in je nato to uporabljal. Zdi se, da Danaina postelja leži v odprti loži ali ob velikem oknu. Podnožje velikega klasičnega stebra zavzema ozadje središča slike, desno od njega pa je dvignjen pogled na drevesa in oddaljene hribe, ki niso zelo jasno definirani. Prizorišča Tizianovih več različic serije Venera in glasbenik, v središču katerih je tudi ležeči akt, so primerljive. Vse druge večje različice Danae nadomeščajo velik steber z več rdeče draperije in (razen v Chicagu in Sankt Peterburgu) imajo še manj jasno upodobljeno zunanje ozadje, predvsem nebo. Tudi tkanine čez Danaino stegno ni več videti. Izbruh svetlobe, ki prši dež in na katerega pade Danain težek pogled, je obdan s temnimi oblaki, za katere se zdi, da se premikajo proti sredini platna. Razlijejo močan dež, ki pada vzporedno z Zevsovimi kovanci. 
Ta različica je prišla po rodu preko družine Farnese do kraljeve zbirke v Neaplju in je zdaj v Narodnem muzeju Capodimonte v Neaplju.

## Različica Filipa II. in Prado
Filip II. Španski je naročil drugo različico, naslikano v letih 1549-50, kot prvo v seriji mitoloških slik, ki jih je Tizian opisal kot poesie (pesmi). Venera in Adonis, naslednja naslikana, sta bili zasnovani tako, da ju je mogoče videti skupaj z Danae, čeprav nista enake velikosti. Tizian je v pismu Filipu pojasnil, da bosta sliki ponujali kontrastni pogled na golo Venero spredaj in zadaj, kar bo slikarstvu omogočilo tekmovanje s kiparstvom.
Do nedavnega se je domnevalo, da je ta različica iz Prada, vendar je po čiščenju in konzerviranju leta 2013 dela v zbirki vojvode Wellingtonskega postalo jasno, da je Filipova različica po približno 250 letih v španski kraljevi zbirki bila dana prvemu vojvodi Wellingtonskemu, potem ko je britanska vojska v bitki pri Vitorii leta 1813 zajela kočijo, polno slik iz španske kraljeve zbirke.
Joseph Bonaparte, čigar brat Napoleon ga je postavil za španskega kralja, je že izgubil Madrid in pobegnil z več kot 200 slikami v kočiji. Večino so odstranili iz okvirjev in jih zvili v veliko cesarsko ali potovalno skrinjo, skupaj z državnimi dokumenti, ljubezenskimi pismi in drugimi dokumenti. Po hitrem pregledu so Wellington in njegovo osebje menili, da v njem ni nič zelo pomembnega ali dragocenega, vendar so gradivo po morju poslali k njegovemu bratu Williamu, lordu Maryboroughu (takrat) v London, da ga ustrezno preveri. Njegov brat je poklical Williama Seguierja, kasneje prvega skrbnika Narodne galerije, ki je prepoznal kakovost slik in sestavil seznam 165 najpomembnejših del.
Wellington je nato obvestil dvor obnovljenega španskega kralja Burbonov Ferdinanda VII., da poskrbi za njuno vrnitev, vendar je kralj rekel, da bi jih moral Wellington obdržati kot darilo. Portret Arnolfinijev Jana van Eycka je bil prav tako v kočiji, vendar se zdi, da so ga (ker je bil priročno majhen) vojaki izropali, nato pa se je leta 1816 pojavil v Londonu v lasti polkovnika Jamesa Haya, škotskega polkovnika, ki je bil v Vitoria.
Wellingtonova različica, za katero so prej mislili, da je kopija, ostaja v družini, v hiši Apsley v Londonu, vendar ne v delih hiše, ki so odprti za javnost. Leta 2015 so in dva druga Tiziana, ponovno pripisana ob istem času, za kratek čas postavili na javno razstavo. Do januarja 2021 je na razstavi v Narodni galeriji v Londonu.
Zgornji del slike je bil konec 18. stoletja odrezan, očitno zaradi poškodovanosti. Ta različica je znana po kopijah in tisku in je vključevala obraz Jupitra v oblaku in njegov atribut orla, ki stiska strele. Obraza v oblaku ni v vseh različicah, najbolje pa je viden v različicah Chicago, Dunaj in Sankt Peterburg. To je prva različica, ki je vključevala "spremljevalno krono", katero sliko Nicholas Penny opisuje kot »izjemno in zelo vznemirljivo«.
Za različico Prado je zdaj dogovorjeno, da je bila naslikana okoli leta 1565, ki se je pridružila španski kraljevi zbirki šele v 17. stoletju, v Italiji jo je kupil Velasquez in prodal Filipu IV. Španskemu. Je zelo visoke kakovosti in po darilu Wellingtonu je zavzela svoje mesto. Za Sheilo Hale je »najbolj čuten od vseh Tizianovih ženskih aktov ... [in] prenaša temen erotični naboj, zaradi katerega so vsi prejšnji ležeči akti ... videti nedolžni v primerjavi«.  Zdaj je prikazan v isti sobi v Pradu kot njihova Venera in Adonis ter drugi Tiziani.
Zelenkasti odtenek Venerine kože je postavljen proti bledim odtenkom mlajše ženske. Danae od užitka razpre ustnice, medtem ko se zlato razlije v večji količini in hitreje kot pri neapeljskem delu. Slika je upodobljena na bolj ohlapen način od tega; na primer gube posteljnega perila in blazine so opisane s krajšimi izrazitejšimi potezami čopiča.

## Druge različice
Obstajajo še druge pomembne različice, za katere se domneva, da pripadajo vsaj Tizianovi delavnici, z nekaj vpletenosti mojstra, zlasti tiste v Ermitažu v Sankt Peterburgu, Umetnostnem inštitutu v Chicagu in Kunsthistorisches Museum na Dunaju. Tizianovi ležeči akti so bili izjemno priljubljeni in očitno so ga pogosto prosili za ponovitve. Druge posvetne Tizianove kompozicije z več različicami so Venera in Adonis, s katerima je bila ta združena, ter Venera in glasbenik z organistom ali lutnjistom. Običajno, tako kot v tem primeru, je bila glavna gola figura izsledena iz zapisa, shranjenega v studiu, manjše figure in ozadje pa so pogosto bolj ohlapno kopirani ali sveže oblikovani za vsako različico. 
Različica muzeja Ermitaž, ki jo datirajo v ok. 1554, izvira iz zbirke Crozat v Parizu in je bila pridobljena leta 1772; leta 2017 ni bila na ogled. Različica v Umetnostnozgodovinskem muzeju na Dunaju vključuje veliko dela članov Tizianove delavnice, kar razkriva strožja obdelava Danaëinega tona kože in telesa ter viseče draperije. Tukaj je rožnata vrtnica na rjuhi poleg Danaë in obraz Jupitra v oblaku.
Chichaška različica naj bi bila po ocenah naslikana »po letu 1554«, ima pokrajino v desnem ozadju in je večinoma od delavnice, čeprav Penny izpostavlja »osupljivo pokrajino z živahnimi svetlobnimi učinki in obrazom Joveja med oblaki«. Pes je zvit ob Danai (kot v Pradu) in ni stare ženske ali padajočega zlatega dežja. 
Muzej lepih umetnosti v Strasbourgu v Franciji hrani kopijo različice Prado, vendar večjih dimenzij (137 cm x 200 cm). Pripadala je britanskemu zbiratelju Johnu Charlesu Robinsonu, ki jo je leta 1893 skupaj z Guercinovim Samsonom in Dalilo podaril muzeju v Strasbourgu. Danaa iz Strasbourga je pripadala zbirki Giovannija Carla Doria v Genovi in je najverjetneje genovska baročna kopija Tiziana iz zgodnjega 17. stoletja.
=== Teniers[edit]
Zdi se, da je bila različica, ki se bistveno razlikuje v več podrobnostih, izgubljena in je znana samo po pomanjšanih kopijah Davida Teniersa mlajšega, ki so bile narejene, ko je bila v zbirki nadvojvode Leopolda Wilhelma Avstrijskega v španski Nizozemski. V tem, čeprav postelja in posteljnina ostajajo enaki, je dogajanje prestavljeno ven, prikazana je oddaljena pokrajina, in čeprav je na desni starka, je prikazana veliko bolj simpatično in jo spremlja mlada koza, zato domnevno predstavlja kozjega pastirja ali podobno figuro. Danaa ima svojo običajno pozo, vendar zlato še ni začelo padati. Ona (in ne starka, kot v dunajski različici) nosi veliko kovinsko posodo v pripravljenosti, da ga ujame.
Ta različica je kopija v Tenierjevi sliki 'Glerija nadvojvode Leopolda Wilhelma (Bruselj) in Nadvojvoda Leopold Wilhelm v svoji galeriji slik v Bruslju (Prado), obe iz leta 1651, vgravirana pa je bila leta 1673. Tenierjeve kopije so bile navadno verne, čeprav ne dopuščajo sodbe o kakovosti izvirnika. To je moralo biti visoko, saj slike prikazujejo vrhunce zbirke in družba kopije je odlična – na manjši sliki je poleg Giorgionejevih Treh filozofov. Večina nadvojvodove zbirke je prešla v cesarsko zbirko na Dunaju in nato v Umetnostnozgodovinski muzej, vendar očitno ne ta del.

## Michelangelo
Ko sta Michelangelo in Giorgio Vasari novembra 1545 obiskala Tiziana v njegovem začasnem ateljeju v vatikanskem Belvederu, so jima pokazali original Farnesejeve Danae, ki je bila takrat v procesu dokončanja. Michelangelo je zelo hvalil Tizianovo uporabo barv, vendar je kasneje izrazil zadržke glede njegovega razumevanja »zvočnih načel« risbe in kompozicije.  Vasarijev opis Michelangelovega komentarja je:
Zavedam se namreč, da če bi temu človeku tako pomagala umetnost, kot je po naravi, noben smrtnik ne bi mogel iti dlje. Ima plemenit duh; toda trenutno nima znanja o oblikovanju, zato v svojih imitacijah življenja ničesar ne popravlja niti ga ne poskuša izboljšati, čeprav ga obvladuje tako lahkoten in lep način, tako poln resnice in živahnosti. Vendar je gotovo, da Benečani, ker niso preučevali najboljših del starodavnih, ne vedo, kako popraviti ali kako dati svojim delom milost in popolnost, ki presega njihov model, ki ni nikoli popoln v vseh delih. Moderni na splošno ne morejo biti pravilni iz lastnih sredstev, ampak so prisiljeni narediti dobesedno kopijo predmeta pred svojimi očmi, ne da bi vedeli, kaj bi moral biti.
Vasarijev zapis je treba obravnavati v kontekstu; po njegovem mnenju je bila risba – disegno - najvišji dosežek v umetnosti, medtem ko je bila barva drugotnega pomena. To prepričanje je morda pripeljalo do tega, da si je anekdoto izmislil, da bi svojim pogledom dal večjo težo.

## Mitološka naročila
Madridska različica Danae naj ne bi bila več del naročila Filipa II. za sedem Tizianovih mitoloških slik, temveč kasnejši dodatek k kraljevi zbirki. Razstavljena je v isti sobi kot Venera in Adonis iz prvotne naročila.

## Tizianova serijapoesieza Filipa II.
- Danaa, dostavljena Filipu 1553, zdaj Wellingtonova zbirka, s prejšnjimi in kasnejšimi različicami.
- Venera in Adonis, muzej Prado, dostavljeno 1554, in več drugih različic
- Ugrabitev Evrope, c. 1560–62, Muzej Isabelle Stewart Gardner
- Diana in Acteon, 1556–59, v skupni lasti londonske Narodne galerije in Škotske nacionalne galerije v Edinburghu
- Diana in Kalisto, 1556–59, v skupni lasti londonske Narodne galerije in Škotske nacionalne galerije v Edinburghu
- Perzej in Andromeda, zbirka Wallace, c. 1553–62
- Akteonova smrt, Narodna galerija, nikoli predana in ni vedno vključena v serijo, c. 1559 dalje

- Danaa, dostavljena Filipu 1553, zdaj Wellingtonova zbirka, s prejšnjimi in kasnejšimi različicami.[41]
- Venera in Adonis, muzej Prado, dostavljeno 1554, in več drugih različic
- Diana in Acteon, 1556–59, v skupni lasti londonske Narodne galerije in Škotske nacionalne galerije v Edinburghu
- Diana in Kalisto, 1556–59, v skupni lasti londonske Narodne galerije in Škotske nacionalne galerije v Edinburghu
- Perzej in Andromeda, zbirka Wallace, ok. 1554-56
- Akteonova smrt, Narodna galerija, nikoli predana in ni vedno vključena v serijo, c. 1559 dalje